# Мис тајни агент
„Мис тајни агент“ (енгл. Miss Congeniality) је америчка комедија из 2000. године са Сандром Булок у главној улози, за који је добила своју другу номинацију за 
Златни глобус за најбољу главну улогу.

## Кратак садржај
Грејси Харт (Булокова) ради као агент Еф-Би-Ај-а. Једног дана служби стиже дојава да ће 75. Избор за Мис САД, бити мета напада терориста. Грејси изгледа као најбољи избор за решење проблема. Ићи ће у Сан Антонио где се одржава избор за мис и покушати да спречи напад али као једна од кандидаткиња. Комедија настаје када је Хартова приморана да учи ходање, држање, говор и понашање. Изгледа да је велики подухват од незграпне, просте и нимало женствене девојке направити мис Америке.

## Улоге
| Глумац         | Улога            |
| -------------- | ---------------- |
| Сандра Булок   | Грејси Харт      |
| Мајкл Кејн     | Виктор Мелинг    |
| Бенџамин Брет  | Ерик Метјуз      |
| Кендис Берген  | Кети Морнингсајд |
| Вилијам Шатнер | Стен Филдс       |